# ۵۰۳ (قمری)
۵۰۳ (قمری)، پانصد و سومین سال در گاهشماری هجری قمری است. اول محرم این سال برابر با هفتم اوت سال ۱۱۰۹ میلادی است.